# عشر ساعات صيد
عشر ساعات صيد (بالفرنسية: Dix heures en chasse)‏، (بالإنجليزية: Ten Hours Hunting)‏ قصة قصيرة من تأليف الروائي جول فيرن، نشرت عام 1879.